# Yang Zili
Yang Zili (chinesisch: 杨子立; pinyin: Yáng Zǐlì) (geboren 1971), auch bekannt als Yang Zi (Chinesisch: 羊子), ist ein chinesischer freiberuflicher Journalist und Webmaster, der im März 2009 freigelassen wurde, nachdem er wegen „Subversion der Staatsbehörde“ acht Jahre im Gefängnis in der Volksrepublik China eingesperrt war.

## Biografie
Yang wurde 1971 als ältester Sohn einer ländlichen muslimischen Familie im Landkreis Daming, Provinz Hebei, geboren. Er erhielt einen Bachelor-Abschluss an der Jiaotong-Universität Xi’an und besuchte von 1995 bis 1998 die Universität Peking. Dort machte er seinen Master-Abschluss als Informatiker. Später gründete er sein eigenes Software-Unternehmen.
Yang betätigt sich auch als Amateurpoet und veröffentlichte zwei bekannte Gedichte. Das erste Peasants – My Kinsmen (Bauern – meine Verwandten) wurde im Jahr 1998 und das zweite The Ghost of Communism (Der Geist des Kommunismus) im Jahr 2001 veröffentlicht. Er ist verheiratet mit Lu Kun.

## Sozialaktivismus
Als er Anfang 1997 an der Peking-Universität studierte, war er Mitbegründer der „Current Affairs Society“, eine Studentenorganisation, die sich für die Diskussion über soziale Fragen in China engagierte, und die mehrere Monate später von den Schulbehörden verboten wurde.
1999 begannen Yang und einige seiner engen Freunde sich regelmäßig zu treffen und bildeten die „New Youth Society“, um soziale und politische Fragen zu diskutieren. Yang veröffentlichte gleichzeitig seine Schriften auf seiner Website „Yang Zili’s Garden of Ideas“, die ursprünglich auf lib.126.com eingerichtet war. Nachdem lib.126.com aus dem Netz genommen wurde, stellte Yang deren Inhalte auf HumanRightsAction.org. Er veröffentlichte auf seiner Website Artikel, die politische Freiheiten befürworteten, über Regierungskorruption berichteten, das Vorgehen gegen die spirituelle Bewegung Falun Gong kritisierte und die wirtschaftliche Härte der Bauern in China missbilligte.

### Inhaftierung
Am 13. März 2001 wurde Yang zusammen mit Xu Wei, Jin Haike und Zhang Honghai, ebenfalls Mitglieder der New Youth Society und als die 4 Gentlemen von Peking bekannt, von Agenten des Ministeriums für Staatssicherheit verhaftet. Am gleichen Tag wurde Yangs Frau Lu Kun von der Polizei festgenommen und drei Tage lang über ihren Mann verhört, dann wieder freigelassen. Yang wurde am 20. April offiziell wegen „Untergrabung der Staatsgewalt“ angeklagt. Am 28. September erschien Yang vor dem Mittleren Volksgericht in Peking, wurde jedoch vom Gericht erst am 28. Mai 2003 zu acht Jahren Gefängnis verurteilt. Der Fall wurde angefochten, doch das Urteil am 10. November 2003 bestätigt. Laut Rosenthal von Intelmessage lag einer der Gründe, die zu Yangs Verurteilung geführt haben könnten, darin, dass er in intellektuellen Kreisen dafür bekannt war, regierungsseitige Firewalls zu umgehen und für andere E-Mail-Konten einzurichten, die nicht verfolgt werden konnten. Darüber hinaus traf er sich offen mit Dissidenten, wie Ding Zilin, der unter ständiger Überwachung stand, seit er das Tian’anmen-Massaker kritisiert hatte, oder Mitgliedern der Demokratischen Partei Chinas.
Im Februar 2007 forderte Yangs Frau Lu Kun wegen neuer Beweise eine Überprüfung seines Prozesses, da vier Berichte von Li Yuzhou, eines ehemaligen Agenten des Staatssicherheitsbüros, von seinen Mitarbeiten und Vorgesetzten geändert worden sein sollen, um die Verhaftung von Yang zu rechtfertigen. Das Mittlere Volksgericht in Peking lehnte ihr Gesuch jedoch ab. Daraufhin reichte Lu beim Obersten Volksgerichtshof der Volksrepublik China einen neuen Antrag ein und wartete auf dessen Entscheidung, die jedoch nie kam. Yang wurde im März 2009, zusammen mit Zhang Honghei freigelassen; seine Frau war zu der Zeit bereits in die Vereinigten Staaten immigriert.
Nach seiner Freilassung trat Yang dem Transition Institute bei, einer Nichtregierungsorganisation in China, die sich im Gegensatz zu anderen NGOs auf Forschungsarbeit als Denkfabrik konzentriert. Dort studierte er Sozialthemen in China und erwies sich als ideenreicher Autor, besonders bei Themen der gleichberechtigten Ausbildung und den Rechten der Wanderarbeiter. Im Oktober 2014 wurden Huang Kaiping und He Zhengjun, Leiter des Transition Institute verhaftet. Yang floh nach Peking. Sein Verbleib ist unbekannt.